# Barbara Hale
Barbara Hale (n. 18 aprilie 1922, DeKalb⁠(d), Illinois, SUA – d. 26 ianuarie 2017, Sherman Oaks, Los Angeles, California, SUA) a fost o actriță americană. Este cel mai cunoscută pentru rolul asistentei juridice  Della Street în serialul TV Perry Mason (1957–1966), pentru care a primit în 1959 Premiul Emmy pentru cea mai bună actriță în rol secundar într-un serial dramatic. A jucat acest rol și în 30 de filme TV Perry Mason (1985–1995).

## Filmografie

### Filme
| An   | Titlu                            | Rol                                    | Note                               |
| ---- | -------------------------------- | -------------------------------------- | ---------------------------------- |
| 1943 | Gildersleeve's Bad Day           | Girl at Party Getting Peavey to Donate | debut cinematografic; nemenționată |
| 1943 | Mexican Spitfire's Blessed Event | Girl at Airport                        | nemenționată                       |
| 1943 | The Seventh Victim               | Subway Passenger                       | nemenționată                       |
| 1943 | The Iron Major                   | Sarah Cavanaugh                        | nemenționată                       |
| 1943 | Gildersleeve on Broadway         | Stocking Salesgirl                     | nemenționată                       |
| 1943 | Government Girl                  | Girl in Hotel Lobby                    | nemenționată                       |
| 1943 | Around the World                 | Barbara Hale                           | nemenționată                       |
| 1943 | Higher and Higher                | Katherine Keating                      |                                    |
| 1944 | Prunes and Politics              |                                        | scurtmetraj                        |
| 1944 | The Falcon Out West              | Marion Colby                           |                                    |
| 1944 | Goin' To Town                    | Patty                                  |                                    |
| 1944 | Heavenly Days                    | Angie                                  |                                    |
| 1944 | The Falcon in Hollywood          | Peggy Callahan                         |                                    |
| 1945 | West of the Pecos                | Rill Lambeth                           |                                    |
| 1945 | First Yank into Tokyo            | Abby Drake                             |                                    |
| 1946 | Lady Luck                        | Mary Audrey                            |                                    |
| 1947 | A Likely Story                   | Vickie North                           |                                    |
| 1948 | The Boy with Green Hair          | Miss Brand                             |                                    |
| 1949 | The Clay Pigeon                  | Martha Gregory                         |                                    |
| 1949 | The Window                       | Mrs. Mary Woodry                       |                                    |
| 1949 | Jolson Sings Again               | Ellen Clark                            |                                    |
| 1949 | And Baby Makes Three             | Jacqueline 'Jackie' Walsh              |                                    |
| 1950 | The Jackpot                      | Amy Lawrence                           |                                    |
| 1950 | Emergency Wedding                | Dr. Helen Hunt                         |                                    |
| 1951 | Lorna Doone                      | Lorna Doone                            |                                    |
| 1952 | The First Time                   | Betsey Bennet                          |                                    |
| 1952 | Rainbow 'Round My Shoulder       | Barbara Hale                           | nemenționată                       |
| 1953 | Last of the Comanches            | Julia Lanning                          |                                    |
| 1953 | Seminole                         | Revere Muldoon                         |                                    |
| 1953 | The Lone Hand                    | Sarah Jane Skaggs                      |                                    |
| 1953 | A Lion Is in the Streets         | Verity Wade                            |                                    |
| 1955 | Unchained                        | Mary Davitt                            |                                    |
| 1955 | The Far Horizons                 | Julia Hancock                          |                                    |
| 1956 | The Houston Story                | Zoe Crane                              |                                    |
| 1956 | 7th Cavalry                      | Martha Kellogg                         |                                    |
| 1957 | The Oklahoman                    | Anne Barnes                            |                                    |
| 1957 | Slim Carter                      | Allie Hanneman                         |                                    |
| 1958 | Desert Hell                      | Celie Edwards                          |                                    |
| 1968 | Buckskin                         | Sarah Cody                             |                                    |
| 1970 | Airport                          | Sarah Demerest                         |                                    |
| 1970 | The Red, White and Black         | Mrs. Alice Grierson                    |                                    |
| 1975 | The Giant Spider Invasion        | Dr. Jenny Langer                       |                                    |
| 1978 | Big Wednesday                    | Mrs. Barlow                            | ultimul său rol de film            |

### Televiziune
| An      | Titlu                                   | Rol                                                     | Note |
| ------- | --------------------------------------- | ------------------------------------------------------- | --- |
| 1952–56 | The Ford Television Theatre             | Marta Linden, Nora White                                | Episoadele: "The Divided Heart", "Remember to Live", "Behind the Mask" |
| 1953    | Footlights Theater                      | Katherine Charles                                       | Episodul: "Change of Heart" |
| 1953–55 | Schlitz Playhouse of Stars              |                                                         | Episoadele: "Vacation for Ginny", "Tourists-Overnight" |
| 1955    | Studio 57                               | Ruth                                                    | Episodul: "Young Couples Only" |
| 1955    | General Electric Theater                | Ellen Newman                                            | Episodul: "The Windmill" |
| 1955    | Screen Director's Playhouse             | June Waters                                             | Episodul: "Meet the Governor" |
| 1955    | Celebrity Playhouse                     |                                                         | Episodul: "He Knew All About Women" |
| 1955    | Climax!                                 | Mamie Eunson                                            | Episodul: "The Day They Gave Babies Away" |
| 1955    | Science Fiction Theatre                 | Nancy Stanton, Pat Hastings                             | Episoadele: "Conversations With an Ape", "The Hastings Secret" |
| 1956    | The Loretta Young Show                  | Bill's Wife                                             | Episodul: "The Challenge" |
| 1956    | Damon Runyon Theater                    | Wendy Longfield                                         | Episodul: "The Good Luck Kid" |
| 1956    | Crossroads                              | Jane Sherman                                            | Episodul: "Lifeline" |
| 1956    | The Millionaire                         | Kathy Munson and Marian Munson                          | Episodul: "The Kathy Munson Story" |
| 1956–57 | Playhouse 90                            | Mrs. Julia Wiley, Ann Barnes, Allie Hanneman            | Episoadele: "The Country Husband", "The Blackwell Story" |
| 1957–66 | Perry Mason                             | Della Street                                            | 271 de episoade Primetime Emmy Award for Outstanding Supporting Actress in a Drama Series (1959) Nominalizare—Primetime Emmy Award for Outstanding Supporting Actress in a Drama Series (1961) |
| 1959    | General Electric Theater                | Lorraine                                                | Episodul: "Night Club" |
| 1960    | Here's Hollywood                        | Rolul ei                                                | |
| 1963    | Stump the Stars                         | Rolul ei                                                | 2 episoade |
| 1967    | Custer                                  | Melinda Terry                                           | Episodul: "Death Hunt" |
| 1969    | Insight                                 | Mom                                                     | Episodul: "A Thousand Red Flowers" |
| 1969    | Lassie                                  | Sarah Caldwell                                          | Episodul: "Lassie and the Water Bottles" |
| 1970    | The Most Deadly Game                    |                                                         | Episodul: "Model for Murder" |
| 1971    | Ironside                                | Marsha Connell                                          | Episodul: "Murder Impromptu" |
| 1971    | Adam-12                                 | Bonnie Jessup                                           | Episodul: "Pick-up"; soțul ei, Bill Williams, a apărut în acest episof |
| 1972    | The Doris Day Show                      | Thelma King                                             | Episodul: "Doris' House Guest" |
| 1973–78 | Walt Disney's Wonderful World of Color  | Mrs. Belle Kincaid, Mrs. Hanson, Mrs. Ogle, Mrs. Barlow | Episoadele: "Chester, Yesterday's Horse", "Flight of the Grey Wolf, Parts 1 and 2", "The Young Runaways", "Big Wednesday"                                                                      |
| 1974    | Marcus Welby, M.D.                      | Marjorie                                                | Episodul: "The Faith of Childish Things" |
| 1976    | Dinah!                                  | Herself                                                 | |
| 1982    | The Greatest American Hero              | Paula Hinkley                                           | Episodul: "Who's Woo in America" |
| 1985    | Perry Mason Returns                     | Della Street                                            | Film TV Perry Mason |
| 1986    | The Case of the Notorious Nun           | Della Street                                            | Film TV Perry Mason |
| 1986    | The Case of the Shooting Star           | Della Street                                            | Film TV Perry Mason |
| 1987    | The Case of the Lost Love               | Della Street                                            | Film TV Perry Mason |
| 1987    | The Case of the Sinister Spirit         | Della Street                                            | Film TV Perry Mason |
| 1987    | The Case of the Murdered Madam          | Della Street                                            | Film TV Perry Mason |
| 1987    | The Case of the Scandalous Scoundrel    | Della Street                                            | Film TV Perry Mason |
| 1988    | The Case of the Avenging Ace            | Della Street                                            | Film TV Perry Mason |
| 1988    | The Case of the Lady in the Lake        | Della Street                                            | Film TV Perry Mason |
| 1989    | The Case of the Lethal Lesson           | Della Street                                            | Film TV Perry Mason |
| 1989    | The Case of the Musical Murder          | Della Street                                            | Film TV Perry Mason |
| 1989    | The Case of the All-Star Assassin       | Della Street                                            | Film TV Perry Mason |
| 1990    | The Case of the Poisoned Pen            | Della Street                                            | Film TV Perry Mason |
| 1990    | The Case of the Desperate Deception     | Della Street                                            | Film TV Perry Mason |
| 1990    | The Case of the Silenced Singer         | Della Street                                            | Film TV Perry Mason |
| 1990    | The Case of the Defiant Daughter        | Della Street                                            | Film TV Perry Mason |
| 1991    | The Case of the Ruthless Reporter       | Della Street                                            | Film TV Perry Mason |
| 1991    | The Case of the Maligned Mobster        | Della Street                                            | Film TV Perry Mason |
| 1991    | The Case of the Glass Coffin            | Della Street                                            | Film TV Perry Mason |
| 1991    | The Case of the Fatal Fashion           | Della Street                                            | Film TV Perry Mason |
| 1992    | The Case of the Fatal Framing           | Della Street                                            | Film TV Perry Mason |
| 1992    | The Case of the Reckless Romeo          | Della Street                                            | Film TV Perry Mason |
| 1992    | The Case of the Heartbroken Bride       | Della Street                                            | Film TV Perry Mason |
| 1993    | The Case of the Skin-Deep Scandal       | Della Street                                            | Film TV Perry Mason |
| 1993    | The Case of the Telltale Talk Show Host | Della Street                                            | Film TV Perry Mason |
| 1993    | The Case of the Killer Kiss             | Della Street                                            | Film TV Perry Mason |
| 1993    | The Case of the Wicked Wives            | Della Street                                            | Film TV A Perry Mason Mystery |
| 1994    | The Case of the Lethal Lifestyle        | Della Street                                            | Film TV A Perry Mason Mystery |
| 1994    | The Case of the Grimacing Governor      | Della Street                                            | Film TV A Perry Mason Mystery |
| 1995    | The Case of the Jealous Jokester        | Della Street                                            | Film TV A Perry Mason Mystery |
| 2000    | Biography                               | Rolul ei                                                | Episodul: "Raymond Burr, The Case of the TV Legend" |